# Contrat de filière
Un contrat de filière est un contrat passé entre différents agents économiques afin d'organiser une filière intégrée.
Exemples :
- la filière agricole et/ou agroalimentaire,
- la filière maritime,
- la filière bioénergie.

En France, les contrats de filière sont nés des États généraux de l’industrie en septembre 2010. Ils sont élaborés par les comités stratégiques de filière et pilotés par le Conseil national de l’industrie (CNI), lui-même installé par la Direction générale de la compétitivité, de l'industrie et des services depuis le 5 février 2013. Les contrats de filière sont fondés sur des engagements réciproques entre l'État et les industriels.

## Modalités du contrat de filière[3]
Pour le Conseil national de l’industrie, les contrats de filière doivent permettre de créer de nouvelles dynamiques de filières en faisant émerger de nouvelles solidarités partenariales entre les grands groupes et les PME.

Les engagements de l’État vis-à-vis des entreprises peuvent se traduire par un accompagnement particulier, un soutien financier à un projet collectif ou encore, l’ouverture d’un chantier d’évolution des textes législatifs ou réglementaires.

De son côté, l’entreprise s’engage à mettre tout en œuvre pour créer des emplois, adapter et développer les compétences des salariés, innover et investir en France ainsi qu’exporter vers les marchés les plus prometteurs.

Au total, ce sont 12 contrats de filière qui ont été initiés en France, dans le but de soutenir les industries jugées stratégiques et porteuses de croissance.

## Contrats de filières effectifs en France
En juillet 2013, les comités stratégiques de filière, qui réunissent les professionnels du secteur, les organisations syndicales et les pouvoirs publics, ont établi leur dixième contrat de filière.

Octobre 2012 : Contrat de filière automobile

Le contrat de filière Automobile comporte 4 axes clés :
- une vision commune à la filière concernant les prévisions de production et les orientations stratégiques,
- l’innovation et la définition des axes prioritaires pour la R&D,
- le renforcement des filières métiers de la sous-traitance,
- l’internationalisation des acteurs.

En application de ce contrat de filière, le constructeur français PSA Peugeot Citroën a engagé des négociations avec les syndicats pour améliorer sa compétitivité, de façon à garder ses usines en France, tandis que Renault  a déjà conclu un accord semblable en mars 2013.

Mai 2018 : Contrat de filière de l'automobile
Les objectifs du contrat de filière :
- Viser une multiplication par cinq d’ici fin 2022 des ventes de véhicules 100% électriques.
- Garantir le ratio d’un point de recharge accessible pour dix véhicules en circulation. Si comme le projette la filière un million de véhicules électriques et de véhicules hybrides rechargeables sont en circulation en 2022, cela représentera 100 000 bornes déployées sur le territoire.
- Faire émerger une offre industrielle française et européenne dans le domaine des batteries (en visant les batteries de quatrième génération).
- Créer une filière hydrogène française compétitive et développer ses usages en mobilité.

Janvier 2013 : Contrat de filière pour la Construction ferroviaire

L’industrie ferroviaire française qui figure au 3e rang mondial bénéficie d’un contrat de filière.
Pour aider à la structuration de la filière, le Ministère des Transports s’engage à investir 400 millions d’euros pour le renouvellement des trains d’équilibre du territoire et lance un appel à projets en direction des collectivités locales pour les aider à réaliser leurs projets de transports en commun en site propre, avec une enveloppe de 450 millions d’euros.

Janvier 2013 : Contrat de filière nucléaire

Ce contrat de filière se donne pour objectif d’inciter les jeunes à se tourner vers ces métiers, à soutenir l’innovation, à accompagner la transition énergétique  et à renforcer la cohésion de la filière pour conquérir des marchés à l’export. Il intègre des mesures telles que la mise en place d’un "fonds de modernisation des entreprises nucléaires", doté de 133 millions d’euros dont 50 millions dotés par la Banque publique d'investissement (BPI), à travers le Fonds stratégique d’investissement (FSI).

Février 2013 : Contrat de filière Chimie-matériaux

Le contrat de filière Chimie-matériaux comporte 10 engagements portant sur six facteurs pour le maintien et le développement des activités de la filière :
- la maitrise du coût de l’énergie, notamment par un soutien aux cogénérations industrielles et l’amélioration de l'efficacité énergétique de la filière ;
- le développement de l’accès aux matières premières à un coût compétitif et notamment la création d’une filière de recyclage des matières plastiques ;
- la promotion et la formation aux métiers de la filière et le développement de l’apprentissage ;
- la modernisation des outils et le développement des plateformes ;
- le renforcement de l’innovation avec la mise ne place d’un comité de l’innovation destiné à identifier les besoins en produits innovants ;
- le soutien aux PME et ETI et, à l’étude, la création d’un fonds d’investissement sectoriel "chimie et matériaux".

Ce contrat de filière intervient dans un contexte difficile pour la pétrochimie française, pénalisée par la conjoncture et par un manque de compétitivité : en attestent la situation de Kem One en France, acteur du PVC subissant à la fois la hausse du prix de l’énergie et des matières premières, et les choix stratégiques de groupes tels que Total, Solvay ou Arkema.

Mars 2013 : Contrat de filière pour la construction navale

Ce contrat de filière s’articule autour 3 axes:
- le développement des solidarités entre grandes entreprises, ETI et PME ;
- l’accompagnement des PME de la filière ;
- le soutien à l’innovation, composante essentielle de la compétitivité de la filière navale.

En parallèle, le Groupement des industries de construction et activités navales (GICAN) a lancé le projet Océans 21, destiné à définir et conduire une stratégie collective pour le renforcement des PME, accompagner des entreprises à l’international en partenariat avec Ubifrance; maintenir et développer des compétences spécifiques au secteur naval et enfin, améliorer de la performance industrielle et faire la promotion de modes de travail collaboratifs.

Avril 2013 : Contrat de filière Mode et luxe

Le comité stratégique de filière des industries de la mode et du luxe ont établi 5 axes :
- la consolidation et la préservation de la chaîne industrielle textile ;
- la facilitation des recrutements dans la filière ;
- l’amélioration des sous-traitance ;
- le développement des nouveaux créateurs, nouvelles marques et nouveaux producteurs ;
- la valorisation du "Fabriqué en France".

Mai 2013 : contrat de filière Biens de consommation

Le comité stratégique de filière des industries des biens de consommation a défini 4 objectifs clés :
- l’anticipation des attentes des clients ;
- l’appui sur l’innovation et le design et le développement des objets connectés ;
- l’amélioration de la production en France ;
- l’incitation à la consommation "Made in France".

Juin 2013 : Contrat de filière agroalimentaire

Quatre objectifs ont été définis par l’inspection générale des finances : 
- le rapprochement des entreprises de taille intermédiaire et l'émergence de leaders dans les sous-secteurs des industries agroalimentaires ;
- le soutien de l’État devant fournir aux entreprises un lieu d'expertise globale sur le secteur, veiller à réduire les barrières non tarifaires et mieux harmoniser l'action des différents acteurs publics et privés.
- le développement de l’innovation impliquant une meilleure prise en compte des problématiques liées à la compétitivité des entreprises.
- le pilotage par l’État d’une vision et action stratégique via une délégation interministérielle aux industries alimentaires (DIAA) renforcée.

Juillet 2013 : Contrat de filière du Numérique

Le comité stratégique de filière des industries du Numérique a défini 7 axes :
- Définir une stratégie de filière concernant l’emploi, les compétences et les métiers ;
- Développer l’alternance dans la filière et la formation aux métiers du très haut débit ;
- Développer la responsabilité sociale des entreprises (RSE) dans la filière ;
- Améliorer durablement les relations entre entreprises dans la filière ;
- Développer l’activité à l’export des entreprises françaises du numérique ;
- Accélérer le développement du sans contact mobile ;
- Ouvrir le chantier des villes et territoires numériques.

Juillet 2013 : Contrat de filière pour les industries de santé

Ce contrat de filière a pour objectif majeur de donner un nouvel élan à la filière industrielle française à travers : 
- l’accroissement de l’attractivité de la France comme lieu de recherche, développement et production pour les industries de santé ;
- la promotion du leadership français en matière d’innovation médicale ;
- le renforcement des partenariats publics privés afin de créer un "Ecosystème Santé France" ;
- l’augmentation de la participation de la France dans les essais cliniques industriels ;
- la conquête de nouveaux marchés à l’exportation.

Décembre 2014 : Contrat de filière pour les industries de santé

Le contrat de filière du Comité stratégique de la filière bois (CSF Bois créé en 2013), signé au ministère de l’Agriculture, de l’Agroalimentaire et de la Forêt, en présence de Ségolène Royal, de Stéphane Le Foll, d'Emmanuel Macron (alors ministre de l’Économie, de l’Industrie et du Numérique), de Sylvia Pinel (Logement, Égalité des territoires et de la Ruralité), Alain Rousset (Association des Régions de France) et de Luc Charmasson (Pdt de France Bois Industries Entreprises, et vice-président du Comité stratégique de la filière bois [CSF Bois]). 
Il vise un pilotage et une stratégie de filière ; une structuration et de cette branche de l'industrie et de son tissu entrepreneurial ; la promotion de la filière et la création d'emploi, une différenciation dans la filière et une compétitivité améliorée en France et à l'export par l’innovation ; le marketing et le design l’export ; une meilleure adéquation de l'offre de première transformation au marché de seconde transformation ; des approvisionnements mieux sécurisés pour la première transformation et toutes les filières utilisant du bois ; faire mieux connaitre les qualités intrinsèques du bois pour en augmenter l’utilisation. L'État apporte le fonds stratégique de la forêt et du bois  et agrandira le périmètre du fonds Chaleur de l'ADEME. 40 millions d’euros seront renouvelés pour le fond bois de bpifrance en complément des fonds régionaux et européens "en cohérence avec les stratégies régionales et interrégionales" et en complément des actions lancées en 2013 pour soutenir la filière  2013 (plan national d’action pour l’avenir des industries de transformation du bois (PNAA, qui encourage notamment les  immeubles de grande hauteur en bois) et plan de la Nouvelle France industrielle « Industries du bois ».

## Contrats de filières en cours
Le Calendrier des comités stratégiques de filières prévoit également l’établissement de contrats pour les filières de la Construction aéronautique, des Eco-industries et des Industries extractives et premières transformations.
Lors de sa réunion du 28 mai 2018 le conseil exécutif du Conseil national de l’industrie (CNI) a validé 6 nouvelles filières : Eau, Industries électroniques, Nouveaux systèmes énergétique, Industries pour la construction, Mines et métallurgie, Transformation et valorisation des déchets.